# Hospitalbrücke (Radeberg)
Die Hospitalbrücke ist eine Steinbogenbrücke über die Große Röder in der sächsischen Stadt Radeberg. Das ab 1749 anstelle der hölzernen Brücke errichtete zweibogige Bauwerk war bis zum Ersatzneubau der Einbogen-Brücke 1899 die älteste steinerne Brücke im Stadtgebiet. Die heutige Einbogen-Brücke steht unter Denkmalschutz. Sie befindet sich unweit der Radeberger Exportbierbrauerei und wird von der Staatsstraße 95 benutzt. 

## Geschichte

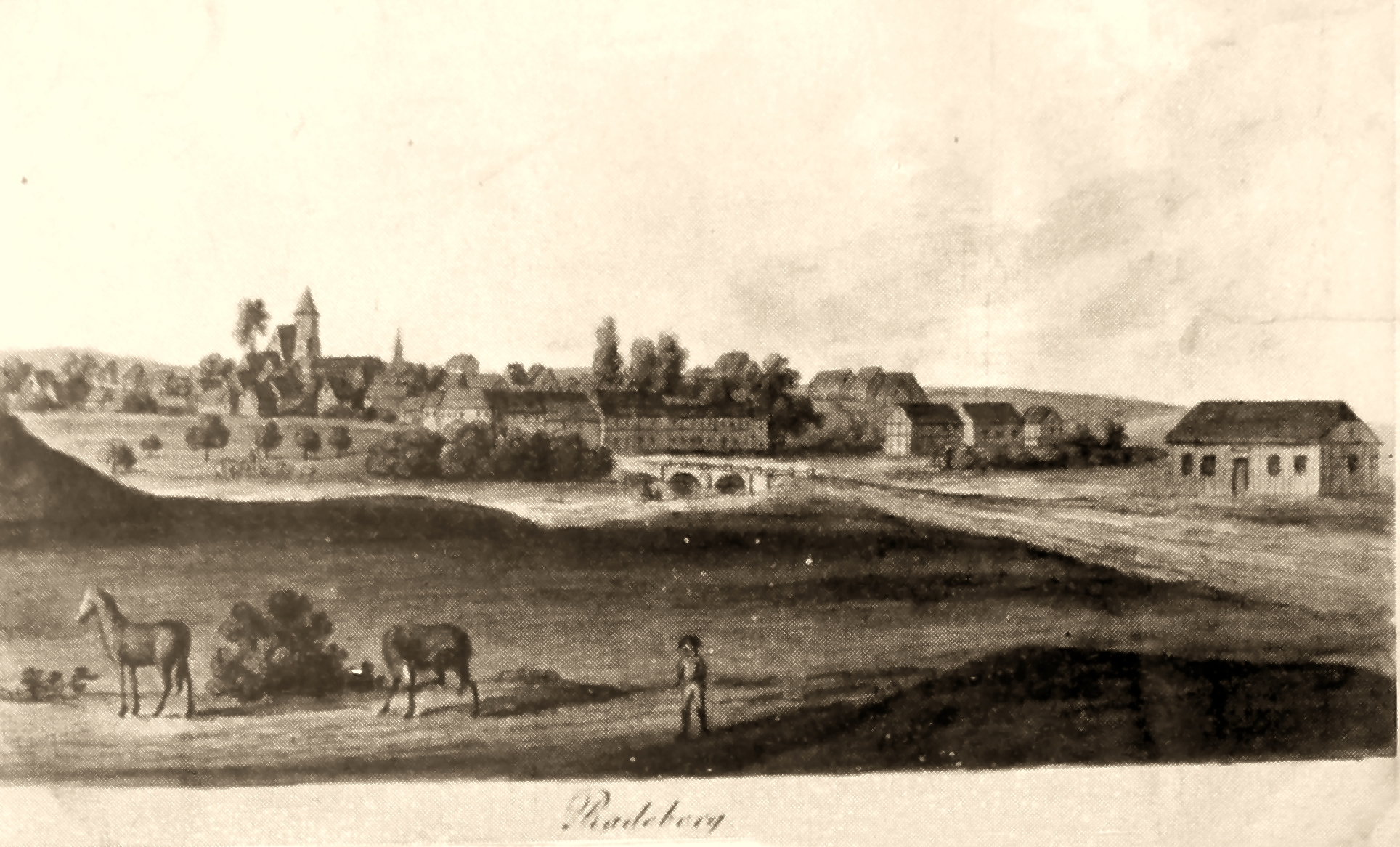
Stadtansicht Radeberg mit der ersten steinernen Hospitalbrücke und dem Hospital (rechts), um 1765

Mindestens seit dem 16. Jahrhundert war an der Stelle der jetzigen Steinbrücke eine Holzbrücke über die Große Röder vorhanden.
Im Jahr 1576 errichtete die Stadt Radeberg außerhalb des Stadtgebietes, am linken Ufer der Großen Röder unterhalb des „Galgenberges“ (späterer Standort der Radeberger Exportbierbrauerei), neben der Brücke ein zunächst einstöckiges Hospital, das sowohl der hölzernen Brücke, die 1631 aus Eiche neu errichtet wurde, als auch den beiden steinernen Folgebauwerken seinen Namen gab. Bereits 1701 ist in den Bestimmungen zum Bau der Hospitalbrücke der Stadtverwaltung Radeberg der Name Hospitalbrücke nachgewiesen. Der Bau der ersten steinernen Hospitalbrücke (als Zweibogen-Brücke) begann im Jahr 1749. Ein schweres Hochwasser der Röder zerstörte am 7. August 1755 die noch im Bau befindliche neue Steinbrücke. Dabei ist auch die hölzerne Interimsbrücke vollständig weggespült worden. Die noch ungeschlossenen steinernen Bögen einschl. ihrer Rüstungen, die Widerlager sowie die neuen Ufermauern wurden zerstört. Der infolge des Siebenjährigen Krieges und des Geldmangels unterbrochene Bau wurde nach Kriegsende von Maurermeister Fischer weitergeführt. Diese neue Hospitalbrücke mit Barrieren aus Pirnaer Sandstein wurde am 11. Oktober 1764 eingeweiht. Die geplanten Baukosten betrugen 1.752 Thaler, wovon 75 % von der Chursächsischen Regierung beigesteuert wurden. Die Ist-Kosten einschließlich der Folgekosten betrugen etwa 2.010 Thaler, davon hatte die Stadt insgesamt etwa 700 Thaler zu tragen.
In dieser Ausführung existierte die Brücke bis 1898. Im Jahr 1899 wurde „...die neue große Brücke an der Dresdner Straße“ durch das aus Holzminden stammende Baugeschäft B. Liebold & Co. als Einbogen-Brücke „in Cementbeton aufgeführt“.

## Bauwerk

Hospitalbrücke und Kaiserhof, um 1910

Die jetzige Bogenbrücke aus Beton ist mit Granit-Zyklopenmauerwerk verblendet und führt mit einem einzigen Bogen über die Röder. Sie ist seitlich mit schmiedeeisernen Geländern versehen, die an den Enden der Brücke durch Postamente aus Sandstein abgeschlossen werden.
Die über die Brücke führende Staatsstraße 95 ist beidseitig mit Bürgersteigen versehen und weist je einen Fahrstreifen pro Fahrtrichtung auf, sowie einen mittleren Fahrstreifen für den von Nordosten kommenden Verkehr, der in die Rathenaustraße abbiegt. Westlich der Brücke heißt die S 95 Dresdner Straße, östlich der Brücke mündet sie in die August-Bebel-Straße. Auf der östlichen Seite führt in der Verlängerung der Brücke die Hauptstraße in den Stadtkern. Die Brücke bildet den nordwestlichen Abschluss des Gelbkehains, einer Parkanlage an der Großen Röder.

## Sonstiges
Am 7. November 1799 kam der Hospitalit Johann Gottfried Rumpelt, im Volksmund der lahme Rumpelt genannt, an der Hospitalbrücke zu Tode. Er ertrank, wahrscheinlich alkoholisiert, da er zuvor in einer Schänke gesehen wurde, in der Großen Röder. Sein Leichnam wurde dem Theatrum Anatomicum in Dresden übergeben.
Östlich der Hospitalbrücke befand sich eines der ersten öffentlichen Gebäude Radebergs der Nachkriegszeit. Der Bürgermeister Friedrich Weitzmann ließ in seiner Amtszeit (1948 bis 1950) rechts der Röder eine Bedürfnisanstalt mit einem Zeitungskiosk errichten. Die Radeberger Einwohner tauften das Gebäude Weitzmann-Baude. Seit den 1980er Jahren war das Häuschen ungenutzt und verfiel, 2013 beschloss der Stadtrat den Abriss, der 2015 vollzogen wurde.